# Nethinius perrieri
Nethinius perrieri är en skalbaggsart som beskrevs av Leon Fairmaire 1899. Nethinius perrieri ingår i släktet Nethinius och familjen långhorningar.
Artens utbredningsområde är Madagaskar. Inga underarter finns listade i Catalogue of Life.